# Abraham Isaksson Breant
Abraham Isaksson Breant, död 1756 på Skevik i Värmdö socken, var en svensk pietist.
Abraham Breant var son till kommissarien Isak Breant. Han skall enligt egen uppgift ha blivit kammarskrivare i krigskollegiets husesynskontor 1728, var senare kammarskrivare i kammarkollegiets tredje provinskontor och blev 1730 revisor i krigskollegiets husesynsrevisionskontor. Det är okäbt när han fångades av bröderna Jakob och Erik Erikssons esoteriska pietism, men tog 6 augusti 1734 avsked ur sin tjänst för att följa bröderna i deras landsflykt. 1735 anslöt sig Abraham Breants broder Karl till gruppen, som då befann sig i Friedrichsstadt. 1745 återvände man till Sverige och omhändertogs hos handlaren Ludvig Melkior Bluth på Götgatan i Stockholm. Abraham och brodern Karl fick ansvaret för församlingen under Erik Erikssons frånvaro. De drog dock snart till sig uppmärksamhet och besöktes av Olov Tillæus som rannsakade deras verksamhet. Bröderna försökte förmå deras trosfrände Johan Gripenstedt på Lejondals gård i Uppland att ta sig an dem, men denne vågade inte. I stället lyckades man i Skevik få en fristad, vilken kom att ge gruppen dess namn.
Abraham Breant kom att fungera som gruppens historieskrivare. Mest känd har han blivit genom den brevkonceptbok, vilken jämte skevikarnas övriga papper kom att hamna på Uppsala universitetsbibliotek. Den går från slutet av landsflykten och fram till december 1755 och innehåller förutom en del uppgifter om yttre händelser och praktiska frågor som deras understöd, främst själasörjarbrev. Särskilt förkastade han en bland pietister i Finland framträdande socialt radikal förkunnelse som menade att husbönder och matmödrar borde tjäna tjänstefolket - "också de ogudaktiga", och som goda kristna vara föredömen i Jesu efterföljd. Breant manade också till förpliktelser mot hustru och barn, även om skevikarna betraktade äktenskapet som "världens oheliga äkta stånd".